# Buonanotte Bettina
Godnatt Bettina (italienska: Buonanotte Bettina) är en musikal från 1956. Den bygger på Nicoletta de Rinaldis memoarer.
Musikalen filmatiserades 1967 av Eros Macchi.